# Mailand–Sanremo 2021
Das Straßenradrennen Mailand–Sanremo 2021 war die 112. Austragung des italienischen Eintagesrennens. Das Rennen fand am 20. März statt und war Teil der UCI WorldTour 2021. Mailand–Sanremo gehört wie die Flandern-Rundfahrt, Paris–Roubaix, Lüttich–Bastogne–Lüttich und die Lombardei-Rundfahrt zu den Monumenten des Radsports.

## Teilnehmende Mannschaften und Fahrer
Neben den 19 UCI WorldTeams standen 6 UCI ProTeams am Start. Für jedes Team starteten sieben Fahrer. Von den 172 Fahrern erreichten 169 Fahrer das Ziel.
Mit Wout van Aert (Team Jumbo-Visma), Julian Alaphilippe (Deceunick-Quickstep), Vincenzo Nibali (Trek-Segafredo), Michał Kwiatkowski (Ineos Grenadiers), Arnaud Démare (Groupama-FDJ), John Degenkolb (Lotto Soudal), Alexander Kristoff (UAE-Team Emirates) standen die sieben Sieger der vergangenen Austragungen am Start. Philippe Gilbert (Lotto-Soudal), der bereits die anderen vier Monumente des Radsports gewonnen hatte, war ebenfalls am Start.

## Streckenführung
Mit 299 km (exklusive 7,6 km neutralisiert) war Mailand–Sanremo 2021 das längste Eintagesrennen des UCI-Kalenders. Die traditionelle Strecke musste, wie bereits 2020 aufgrund eines Erdrutsches auf dem Passo del Turchino verändert werden.
Der Start erfolgte in Mailand auf dem Piazza Castello nahe dem Castello Sforzesco. Anschließend führte die Strecke Richtung Süden und passierte dabei Pavia, Ovada und den Ligurischen Apennin. Nach de Überquerung des höchsten Punktes, dem Colle di Giovo (516 m) erreichten die Fahrer die Italienische Riviera.
Anschließend ging es entlang der Via Aurelia in Richtung Westen. Etwa 50 Kilometer vor dem Ziel folgten drei kurze Anstiege (Capo Mele, Capo Cervo und Capo Berta) ehe 27,2 Kilometer vor dem Ziel mit der Cipressa (5,6 km/234 m/4,1 %), der erste entscheidende Anstieg folgte. Nach der Abfahrt folgte ein etwa 10 Kilometer langes Flachstück, ehe mit dem Poggio di Sanremo (160 m) der letzte und entscheidende Anstieg auf dem Programm stand.
Auf einer Länge von 3,7 Kilometern mussten die Fahrer 136 Höhenmeter überwinden (3,7 % Steigung im Schnitt), mit maximalen Steigungen von 8 %. Besonders wichtig war die Positionierung im Feld vor dem Poggio um Attacken starten oder folgen zu können.
Nach dem Poggio folgte eine schnelle und technische Abfahrt, ehe die letzten flachen drei Kilometer in Angriff genommen wurden. Die Ziellinie befand sich auf der Via Roma in Sanremo.

## Rennverlauf
Kurz nach dem Start setzten sich acht Fahrer ab. Ihr maximaler Vorsprung betrug in etwa sieben Minuten. Die Nachführarbeit im Peloton wurde in erster Linie von Deceuninck-Quick Step, Jumbo-Visma und Alpecin-Fenix verrichtet. In der Ausreißergruppe waren: Mattia Viel, Filippo Tagliani (beide Androni Giocattoli-Sidermec), Andrea Peron, Charles Planet (beide Novo Nordisk), Taco van der Hoorn (Intermarché-Wanty-Goubert Méteriaux), Alessandro Tonelli (Bardiani CSF-Faizané), Mathias Norsgaad (Movistar Team) und Nicola Conci (Trek-Segafredo).
Nachdem mit dem Colle del Giovo der höchste Punkt passiert war, ging es bergab zur ligurischen Küste. An der italienischen Rivera herrschten Rückenwindverhältnisse. Auf der Küstenstraße kam Nacer Bouhanni (Arkéa Samsic) zu Sturz, konnte das Rennen aber fortsetzten.
Über die Steigungen (Capo Mele, Capo Cervo und Capo Berta) begann die Spitzengruppe auseinanderzubrechen. 40 Kilometer vor dem Ziel konnten sich nur noch vier der acht Fahrer an der Spitze halten. Der Abstand schmolz auf eineinhalb Minuten. Vor dem Einstieg in die Cipressa, 27 Kilometer vor dem Ziel, formierten sich die Mannschaften im Hauptfeld, um die Teamkapitäne in einer guten Position in den Anstieg zu bringen. Mit 18 Sekunden Vorsprung, fuhr die Spitzengruppe in den Anstieg.
Am längsten konnte sich Taco van der Hoorn an der Spitze halten, ehe er 24,4 Kilometer vor dem Ziel vom Peloton gestellt wurde. Unter dem Tempodiktat der Jumbo-Visma Mannschaft wurden Alberto Bettiol (EF Edukation-Nippo), Fernando Gaviria und Alexander Kristoff (beide UAE Team Emirates) auf der Cipressa abgehängt. Über die Kuppe übernahm die Ineos Grenadiers Mannschaft die Führungsarbeit. Luke Rowe (Ineos Grenadiers) erhöhte auf der Abfahrt das Tempo und das Feld zerfiel in zwei Gruppen. Vor dem Poggio di Sanremo schlossen sich die Gruppen jedoch wieder zusammen.
9,2 Kilometer vor dem Ziel begann die Steigung des Poggio. Die Ineos Grenadiers Mannschaft verschärfte mit dem Zeitfahrweltmeister Fillippo Ganna das Tempo, was dazu führte, dass die Sprinter wie Elia Viviani (Cofidis) abgehängt wurden. Caleb Ewan (Lotto-Soudal) hingegen fuhr an der dritten Position und war ideal positioniert.
Der erste Angriff erfolgte 6,5 Kilometer vor dem Ziel durch Julian Alaphilippe (Deceuninck-Quick Step). Wout van Aert (Jumbo-Visma) folgte ihm an seinem Hinterrad und Mathieu van der Poel (Alpecin-Fenix) konnte die Lücke ebenfalls schließen. Sie konnten sich jedoch nicht entscheidend lösen und so überquerte elf Fahrer die Kuppe des Poggio, fünfeinhalb Kilometer vor dem Ziel. In der Gruppe vertreten waren: Wout van Aert, Caleb Ewan, Mathieu van der Poel, Maximilian Schachmann (Bora-Hansgrohe), Julian Alaphilippe, Søren Kragh Andersen (Team DSM), Thomas Pidcock (Ineos Grenadiers), Michael Matthews (Team BikeExchange), Jasper Stuyven (Trek-Segafredo), Matteo Trentin (UAE Team Emirates) und Greg Van Avermaet (AG2R Citroën Team).
In der Abfahrt griff Thomas Pidcock 4,4 Kilometer vor dem Ziel an, nahm das Tempo jedoch bald wieder heraus, da er sich nicht von der Gruppe lösen konnte. Dies ermöglichte Sonny Collbrelli (Bahrain-Victorious), Anthony Turgis (Team Total Direkt Énergie), Peter Sagen (Bora-Hansgrohe), Michał Kwiatkowski (Ineos Grenadiers) und Alex Aranburu (Astana-Premier Tech) zu Spitzengruppe aufzuschließen. Am Ende der Abfahrt beschleunigte Jasper Stuyven und nahm den Schwung in die Letzten 2,3 Kilometer mit. Da keiner der Fahrer die Nachführarbeit verrichten wollte, konnte er Belgier eine kleine Lücke herausfahren. Eineinhalb Kilometer griff Søren Kragh Andersen an und konnte die Lücke zu Jasper Stuyven schließen. Gemeinsam erreichten sie mit einem Vorsprung von wenigen Metern die Zielgerade.
Auf den letzten 100 Metern eröffnete Jasper Stuyven den Sprint und gewann vor dem herannahenden Feld. Hinter ihm setzte sich Caleb Ewan gegen Wout van Aert durch und wurde zweiter. Søren Kragh Andersen, der die meiste Führungsarbeit auf der Zielgeraden gemacht hatte, wurde von der Verfolgergruppe eingeholt und belegte Platz neun.
In der Ersten Gruppe kamen 17 Fahrer an. Dahinter führte der Europameister Giacomo Nizzolo eine weitere Gruppe mit sechs Sekunden Rückstand ins Ziel.

## Rennergebnis
| Platz | Fahrer                | Nation | Team                      | Zeit                   |
| ----- | --------------------- | ------ | ------------------------- | ---------------------- |
| 01.   | Jasper Stuyven        | BEL    | Trek-Segafredo            | 6:38:06 h (45,06 km/h) |
| 02.   | Caleb Ewan            | AUS    | Lotto-Soudal              | "                      |
| 03.   | Wout van Aert         | BEL    | Team Jumbo-Visma          | "                      |
| 04.   | Peter Sagan           | SVK    | Bora-Hansgrohe            | "                      |
| 05.   | Mathieu van der Poel  | NED    | Alpecin-Fenix             | "                      |
| 06.   | Michael Matthews      | AUS    | Team BikeExchange         | "                      |
| 07.   | Alex Aranburu         | ESP    | Astana-Premier Tech       | "                      |
| 08.   | Sonny Colbrelli       | ITA    | Bahrain-Victorious        | "                      |
| 09.   | Søren Kragh Andersen  | DEN    | Team DSM                  | "                      |
| 10.   | Anthony Turgis        | FRA    | Team Total Direct Énergie | "                      |
| 11.   | Matej Mohorič         | SLO    | Bahrain-Victorious        | "                      |
| 12.   | Matteo Trentin        | ITA    | UAE-Team Emirates         | "                      |
| 13.   | Greg Van Avermaet     | BEL    | AG2R Citroën Team         | "                      |
| 14.   | Maximilian Schachmann | GER    | Bora-Hansgrohe            | "                      |
| 15.   | Thomas Pidcock        | GBR    | Ineos Grenadiers          | "                      |
| 16.   | Julian Alaphilippe    | FRA    | Deceuninck-Quick Step     | "                      |
| 17.   | Michał Kwiatkowski    | POL    | Ineos Grenadiers          | "                      |
| 18.   | Giacomo Nizzolo       | ITA    | Team Qhubeka Assos        | + 0:06                 |
| 19.   | Nacer Bouhanni        | FRA    | Team Arkéa Samsic         | "                      |
| 20.   | Pascal Ackermann      | GER    | Bora-Hansgrohe            | "                      |